# Gent-Wevelgem 2004
De 67ste editie van Gent-Wevelgem vond op 7 april 2004 plaats. Deze editie werd gewonnen door Tom Boonen.

## Uitslag
| Gent-Wevelgem 2004 (208 kilometer) |                     |                                 |          |
| Plaats                             | Naam                | Ploeg                           | Tijd     |
| Winnaar                            | Tom Boonen          | Quick-Step-Davitamon            | 4u59'47" |
| 2                                  | Magnus Backstedt    | Alessio–Bianchi                 | z.t.     |
| 3                                  | Jaan Kirsipuu       | AG2R Prévoyance                 | z.t.     |
| 4                                  | George Hincapie     | US Postal Service               | z.t.     |
| 5                                  | Jimmy Casper        | Cofidis                         | z.t.     |
| 6                                  | Roger Hammond       | Mr. Bookmaker–Palmans–Collstrop | z.t.     |
| 7                                  | Juan Antonio Flecha | Fassa Bortolo                   | z.t.     |
| 8                                  | Vladimir Gusev      | Team CSC                        | z.t.     |
| 9                                  | Sébastien Rosseler  | Relax–Bodysol                   | z.t.     |
| 10                                 | Andreas Klier       | T-Mobile Team                   | z.t.     |
|                                    |                     |                                 |          |
| 21                                 | Servais Knaven      | Quick-Step-Davitamon            | +9"      |

1934 · 1935 · 1936 · 1937 · 1938 · 1939 · 1940 · 1941 · 1942 · 1943 · 1944 · 1945 · 1946 · 1947 · 1948 · 1949 · 1950 · 1951 · 1952 · 1953 · 1954 · 1955 · 1956 · 1957 · 1958 · 1959 · 1960 · 1961 · 1962 · 1963 · 1964 · 1965 · 1966 · 1967 · 1968 · 1969 · 1970 · 1971 · 1972 · 1973 · 1974 · 1975 · 1976 · 1977 · 1978 · 1979 · 1980 · 1981 · 1982 · 1983 · 1984 · 1985 · 1986 · 1987 · 1988 · 1989 · 1990 · 1991 · 1992 · 1993 · 1994 · 1995 · 1996 · 1997 · 1998 · 1999 · 2000 · 2001 · 2002 · 2003 · 2004 · 2005 · 2006 · 2007 · 2008 · 2009 · 2010 · 2011 · 2012 · 2013 · 2014 · 2015 · 2016 · 2017 · 2018 · 2019 · 2020 · 2021 · 2022 · 2023 · 2024
Lijst van beklimmingen